# Kaj Rasmussen
Kaj Rasmussen (1926. november 11. – 2008. október 4.) dán nemzetközi labdarúgó-játékvezető.

## Pályafutása

### Nemzetközi játékvezetés
A Dán labdarúgó-szövetség Játékvezető Bizottsága (JB) 1970-ben terjesztette fel nemzetközi játékvezetőnek, a Nemzetközi Labdarúgó-szövetség (FIFA) bíróinak keretébe. Több nemzetek közötti válogatott és klubmérkőzést vezetett vagy partbíróként tevékenykedett. A dán nemzetközi játékvezetők rangsorában, a világbajnokság-Európa-bajnokság sorrendjében többedmagával a 10. helyet foglalja el 3 találkozó szolgálatával.

#### Világbajnokság
A világbajnokság döntőjéhez vezető úton Németországba a X., az 1974-es labdarúgó-világbajnokságra a FIFA JB játékvezetői szolgálatra alkalmazta.
| Időpont            | Helyszín                       | Mérkőzés típusa           | Mérkőzés               | Eredmény | Nézők száma |
| ------------------ | ------------------------------ | ------------------------- | ---------------------- | -------- | ----------- |
| 1972. május 18.    | Sclessin Stadion, Liège        | előselejtező (9. csoport) | Belgium–Izland         | 4 : 0    | 6 257       |
| 1971. november 15. | Dalymount Park Stadion, Dublin | előselejtező (9. csoport) | Írország–Franciaország | 2 : 1    | 26 511      |

#### Európa-bajnokság
Az európai-labdarúgó torna döntőjéhez vezető úton Belgiumba a IV., az 1972-es labdarúgó-Európa-bajnokságra az UEFA JB játékvezetőként foglalkoztatta.
| Időpont           | Helyszín                     | Mérkőzés típusa           | Mérkőzés         | Eredmény | Nézők száma |
| ----------------- | ---------------------------- | ------------------------- | ---------------- | -------- | ----------- |
| 1971. október 13. | Ninian Park Stadion, Cardiff | előselejtező (7. csoport) | Wales–Finnország | 3 : 0    | 10 430      |